# Nicky Grist
Nicky Grist (Ebbw Vale, 1º novembre 1961) è un copilota di rally britannico, navigatore di Juha Kankkunen e Colin McRae, con i quali ha quindi condiviso molti dei principali successi.

## Biografia
Ha corso nel campionato del mondo rally dal 1985 al 2002, nel 2005 è tornato ancora in due occasioni, mentre ha fatto un'apparizione anche nel 2006.

## Palmarès
Pur esistendo ufficialmente il titolo mondiale dei navigatori solo quando l'equipaggio si mantiene costante per tutta la stagione (un pilota ha la facoltà di cambiare il suo copilota nel corso dell'anno), va detto che Grist ha disputato sei stagioni mondiali, dal 1997 al 2002, nella loro completezza sempre al fianco dello stesso pilota, ossia Colin McRae, con il pilota scozzese è stato quindi vicecampione del mondo per tre volte.
1997

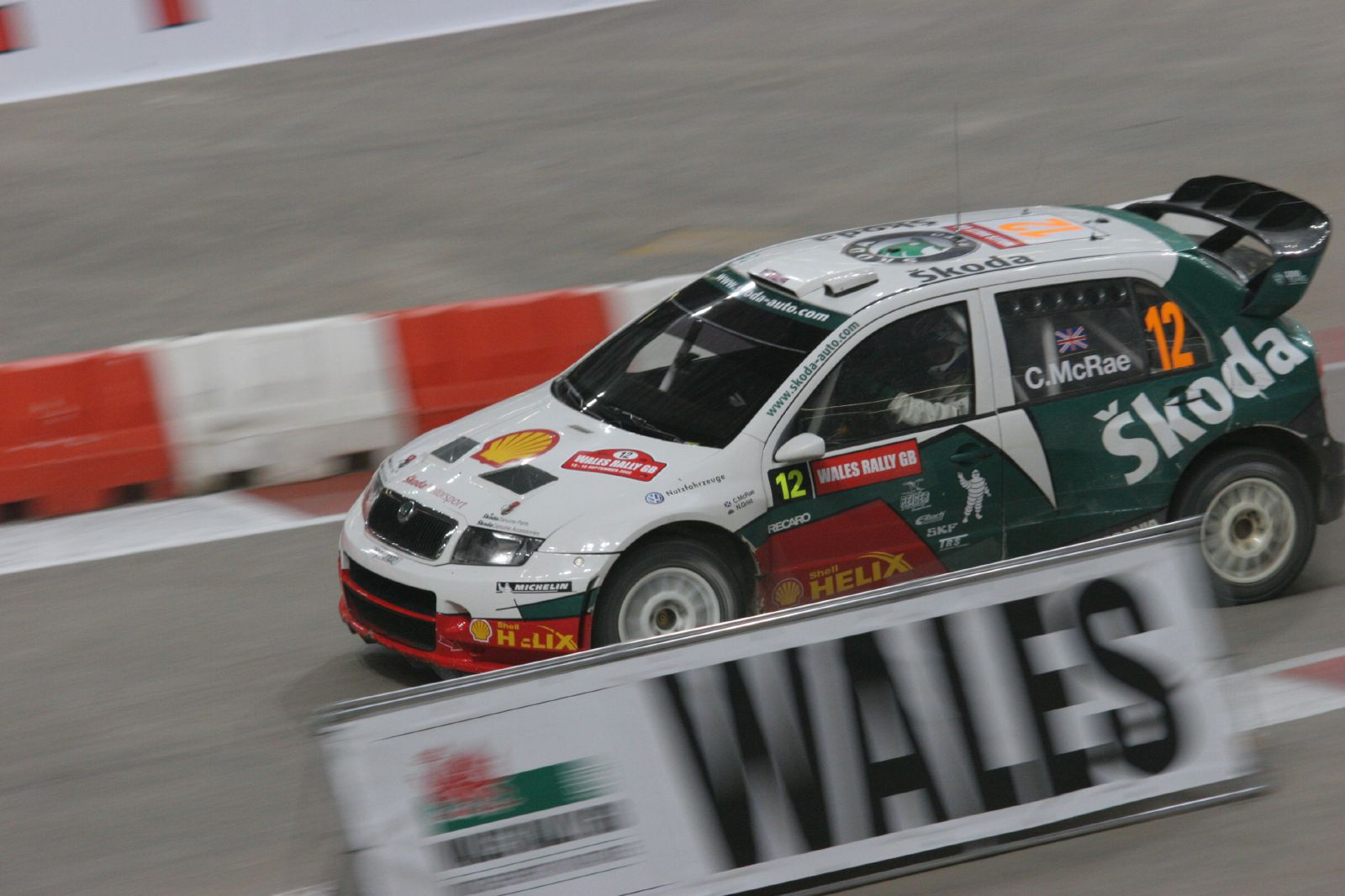
Grist, nel 2005 su Škoda Fabia WRC, al fianco di McRae al Rally di Gran Bretagna, in una delle ultime apparizioni nel mondiale WRC del pilota scozzese, prima della sua prematura scomparsa avvenuta nel 2007

- nel campionato del mondo rally (pilota Colin McRae, vettura Subaru Impreza WRC)

1998
- nel campionato del mondo rally (pilota Colin McRae, vettura Subaru Impreza WRC)

2001
- nel campionato del mondo rally (pilota Colin McRae, vettura Ford Focus RS WRC)

Inoltre nel campionato del mondo rally 1993, con 5 gare disputate, contribuisce al titolo di campione del mondo di Juha Kankkunen, ma in condominio con Juha Piironen (3 gare) e Denis Giraudet (1 gara).

### Vittorie nel WRC
| N° | Stagione | Gara                                                | Pilota         | Vettura                         | Squadra             |
| -- | -------- | --------------------------------------------------- | -------------- | ------------------------------- | ------------------- |
| 1  | 1993     | Rally d'Argentina                                   | Juha Kankkunen | Toyota Celica Turbo 4WD (ST185) | Toyota Castrol Team |
| 2  | 1993     | Rally d'Australia                                   | Juha Kankkunen | Toyota Celica Turbo 4WD (ST185) | Toyota Castrol Team |
| 3  | 1993     | Rally di Gran Bretagna                              | Juha Kankkunen | Toyota Celica Turbo 4WD (ST185) | Toyota Castrol Team |
| 4  | 1994     | Rally del Portogallo                                | Juha Kankkunen | Toyota Celica Turbo 4WD (ST185) | Toyota Castrol Team |
| 5  | 1997     | 45th Safari Rally Kenya                             | Colin McRae    | Subaru Impreza S5 WRC '97       | 555 Subaru WRT      |
| 6  | 1997     | 41ème Tour de Corse – Rallye de France              | Colin McRae    | Subaru Impreza S5 WRC '97       | 555 Subaru WRT      |
| 7  | 1997     | 39º Rallye Sanremo – Rallye d'Italia                | Colin McRae    | Subaru Impreza S5 WRC '97       | 555 Subaru WRT      |
| 8  | 1997     | 10th API Rally Australia                            | Colin McRae    | Subaru Impreza S5 WRC '97       | 555 Subaru WRT      |
| 9  | 1997     | 53rd Network Q Rally                                | Colin McRae    | Subaru Impreza S5 WRC '97       | 555 Subaru WRT      |
| 10 | 1998     | 31º TAP Rallye de Portugal                          | Colin McRae    | Subaru Impreza S5 WRC '98       | 555 Subaru WRT      |
| 11 | 1998     | 42ème Tour de Corse – Rallye de France              | Colin McRae    | Subaru Impreza S5 WRC '98       | 555 Subaru WRT      |
| 12 | 1998     | 45th Acropolis Rally of Greece                      | Colin McRae    | Subaru Impreza S5 WRC '98       | 555 Subaru WRT      |
| 13 | 1999     | 47th Safari Rally Kenya                             | Colin McRae    | Ford Focus WRC '99              | Ford Motor Co. Ltd. |
| 14 | 1999     | 32º TAP Rallye de Portugal                          | Colin McRae    | Ford Focus WRC '99              | Ford Motor Co. Ltd. |
| 15 | 2000     | 36º Rallye Catalunya-Costa Brava (Rallye de España) | Colin McRae    | Ford Focus WRC '00              | Ford Motor Co. Ltd. |
| 16 | 2000     | 47th Acropolis Rally                                | Colin McRae    | Ford Focus WRC '00              | Ford Motor Co. Ltd. |
| 17 | 2001     | 21º Rally Argentina                                 | Colin McRae    | Ford Focus WRC '01              | Ford Motor Co. Ltd. |
| 18 | 2001     | 29th Cyprus Rally                                   | Colin McRae    | Ford Focus WRC '01              | Ford Motor Co. Ltd. |
| 19 | 2001     | 48th Acropolis Rally                                | Colin McRae    | Ford Focus WRC '01              | Ford Motor Co. Ltd. |
| 20 | 2002     | 49th Acropolis Rally                                | Colin McRae    | Ford Focus WRC '02              | Ford Motor Co. Ltd. |
| 21 | 2002     | 50th Inmarsat Safari Rally                          | Colin McRae    | Ford Focus WRC '02              | Ford Motor Co. Ltd. |

## Risultati nel WRC
| 1985 | Scuderia        | Vettura            |  |  |  |  |  |  |  |  |  |  |  |    |  |  |  |  | Punti | Pos. |
| ---- | --------------- | ------------------ |  |  |  |  |  |  |  |  |  |  |  | -- |  |  |  |  | ----- | ---- |
| 1985 | GM Dealer Sport | Vauxhall Astra GTE |  |  |  |  |  |  |  |  |  |  |  | 23 |  |  |  |  | [ 3 ] |      |

| 1986 | Scuderia | Vettura                    |  |  |  |  |  |  |  |  |  |  |  |    |  |  |  |  | Punti | Pos. |
| ---- | -------- | -------------------------- |  |  |  |  |  |  |  |  |  |  |  | -- |  |  |  |  | ----- | ---- |
| 1986 |          | Volkswagen Golf II GTi 16V |  |  |  |  |  |  |  |  |  |  |  | 19 |  |  |  |  | [ 4 ] |      |

| 1987 | Scuderia | Vettura       |  |  |  |  |  |  |  |  |  |  |  |  |    |  |  |  | Punti | Pos. |
| ---- | -------- | ------------- |  |  |  |  |  |  |  |  |  |  |  |  | -- |  |  |  | ----- | ---- |
| 1987 |          | Vauxhall Nova |  |  |  |  |  |  |  |  |  |  |  |  | 42 |  |  |  | [ 5 ] |      |

| 1988 | Scuderia | Vettura       |  |  |  |  |  |  |  |  |  |  |  |  |    |  |  |  | Punti | Pos. |
| ---- | -------- | ------------- |  |  |  |  |  |  |  |  |  |  |  |  | -- |  |  |  | ----- | ---- |
| 1988 |          | Vauxhall Nova |  |  |  |  |  |  |  |  |  |  |  |  | 25 |  |  |  | [ 5 ] |      |

| 1989 | Scuderia              | Vettura            |  |  |  |  |  |  |  |  |  |  |  |  |     |  |  |  | Punti | Pos. |
| ---- | --------------------- | ------------------ |  |  |  |  |  |  |  |  |  |  |  |  | --- |  |  |  | ----- | ---- |
| 1989 | Vauxhall Dealer Sport | Vauxhall Astra GTE |  |  |  |  |  |  |  |  |  |  |  |  | Rit |  |  |  | [ 6 ] |      |

| 1990 | Scuderia     | Vettura                     |  |  |  |  |  |  |  |     |  |     |  |     |  |  |  |  | Punti | Pos. |
| ---- | ------------ | --------------------------- |  |  |  |  |  |  |  | --- |  | --- |  | --- |  |  |  |  | ----- | ---- |
| 1990 | Q8 Team Ford | Ford Sierra RS Cosworth 4x4 |  |  |  |  |  |  |  | Rit |  | Rit |  | Rit |  |  |  |  | [ 7 ] |      |

| 1991 | Scuderia     | Vettura                     |   |  |     |  |   |     |  |  |  |  |    |  |  |     |  |  | Punti | Pos. |
| ---- | ------------ | --------------------------- | - |  | --- |  | - | --- |  |  |  |  | -- |  |  | --- |  |  | ----- | ---- |
| 1991 | Q8 Team Ford | Ford Sierra RS Cosworth 4x4 | 7 |  | Rit |  | 5 | Rit |  |  |  |  | 10 |  |  | Rit |  |  | [ 7 ] |      |

| 1992 | Scuderia     | Vettura                         |  |  |  |   |  |  |  |  |  |  |  |  |  |  |  |  | Punti | Pos. |
| ---- | ------------ | ------------------------------- |  |  |  | - |  |  |  |  |  |  |  |  |  |  |  |  | ----- | ---- |
| 1992 | Toyota Kenya | Toyota Celica Turbo 4WD (ST185) |  |  |  | 4 |  |  |  |  |  |  |  |  |  |  |  |  | [ 8 ] |      |

| 1993 | Scuderia                                  | Vettura                                                   |   |  |     |  |  |   |   |   |   |   |  |   |   |  |  |  | Punti        | Pos. |
| ---- | ----------------------------------------- | --------------------------------------------------------- | - |  | --- |  |  | - | - | - | - | - |  | - | - |  |  |  | ------------ | ---- |
| 1993 | Mitsubishi Ralliart e Toyota Castrol Team | Mitsubishi Lancer Evo I e Toyota Celica Turbo 4WD (ST185) | 6 |  | Rit |  |  | 3 | 1 | 5 | 9 | 1 |  | 3 | 1 |  |  |  | [ 9 ] [ 10 ] |      |

| 1994 | Scuderia            | Vettura                                                         |   |   |     |   |   |     |   |   |   |   |  |  |  |  |  |  | Punti  | Pos. |
| ---- | ------------------- | --------------------------------------------------------------- | - | - | --- | - | - | --- | - | - | - | - |  |  |  |  |  |  | ------ | ---- |
| 1994 | Toyota Castrol Team | Toyota Celica Turbo 4WD (ST185) e Toyota Celica GT-Four (ST205) | 2 | 1 | Rit | 4 | 3 | Rit | 2 | 9 | 7 | 2 |  |  |  |  |  |  | [ 10 ] |      |

| 1995 | Scuderia            | Vettura                       |   |   |   |    |   |  |     |  |  |  |  |  |  |  |  |  | Punti  | Pos. |
| ---- | ------------------- | ----------------------------- | - | - | - | -- | - |  | --- |  |  |  |  |  |  |  |  |  | ------ | ---- |
| 1995 | Toyota Castrol Team | Toyota Celica GT-Four (ST205) | 3 | 4 | 2 | 10 | 3 |  | Rit |  |  |  |  |  |  |  |  |  | [ 10 ] |      |

| 1996 | Scuderia                                                                   | Vettura                       |   |  |   |  |  |   |  |  |  |  |  |  |  |  |  |  | Punti  | Pos. |
| ---- | -------------------------------------------------------------------------- | ----------------------------- | - |  | - |  |  | - |  |  |  |  |  |  |  |  |  |  | ------ | ---- |
| 1996 | Toyota Castrol Team Sweden, Toyota Team Australia e Toyota Castrol Finland | Toyota Celica GT-Four (ST205) | 4 |  | 3 |  |  | 2 |  |  |  |  |  |  |  |  |  |  | [ 10 ] |      |

| 1997 | Scuderia       | Vettura                   |     |   |   |     |   |   |   |     |     |     |     |   |   |   |  |  | Punti  | Pos. |
| ---- | -------------- | ------------------------- | --- | - | - | --- | - | - | - | --- | --- | --- | --- | - | - | - |  |  | ------ | ---- |
| 1997 | 555 Subaru WRT | Subaru Impreza S5 WRC '97 | Rit | 4 | 1 | Rit | 4 | 1 | 2 | Rit | Rit | Rit | Rit | 1 | 1 | 1 |  |  | [ 11 ] |      |

| 1998 | Scuderia       | Vettura                                               |   |     |     |   |     |   |   |   |   |     |   |   |     |  |  |  | Punti | Pos. |
| ---- | -------------- | ----------------------------------------------------- | - | --- | --- | - | --- | - | - | - | - | --- | - | - | --- |  |  |  | ----- | ---- |
| 1998 | 555 Subaru WRT | Subaru Impreza S5 WRC '98 e Subaru Impreza S5 WRC '97 | 3 | Rit | Rit | 1 | Rit | 1 | 5 | 1 | 5 | Rit | 3 | 4 | Rit |  |  |  | 45    | 3º   |

| 1999 | Scuderia            | Vettura            |    |     |   |   |     |   |     |     |     |     |     |     |     |     |  |  | Punti | Pos. |
| ---- | ------------------- | ------------------ | -- | --- | - | - | --- | - | --- | --- | --- | --- | --- | --- | --- | --- |  |  | ----- | ---- |
| 1999 | Ford Motor Co. Ltd. | Ford Focus WRC '99 | SQ | Rit | 1 | 1 | Rit | 4 | Rit | Rit | Rit | Rit | Rit | Rit | Rit | Rit |  |  | 23    | 6º   |

| 2000 | Scuderia            | Vettura            |     |   |     |     |   |     |   |   |   |   |     |   |     |     |  |  | Punti | Pos. |
| ---- | ------------------- | ------------------ | --- | - | --- | --- | - | --- | - | - | - | - | --- | - | --- | --- |  |  | ----- | ---- |
| 2000 | Ford Motor Co. Ltd. | Ford Focus WRC '00 | Rit | 3 | Rit | Rit | 1 | Rit | 1 | 2 | 2 | 2 | Rit | 6 | Rit | Rit |  |  | 43    | 4º   |

| 2001 | Scuderia            | Vettura            |     |   |     |     |   |   |   |     |   |   |   |    |   |     |  |  | Punti | Pos. |
| ---- | ------------------- | ------------------ | --- | - | --- | --- | - | - | - | --- | - | - | - | -- | - | --- |  |  | ----- | ---- |
| 2001 | Ford Motor Co. Ltd. | Ford Focus WRC '01 | Rit | 9 | Rit | Rit | 1 | 1 | 1 | Rit | 3 | 2 | 8 | 11 | 5 | Rit |  |  | 42    | 2º   |

| 2002 | Scuderia            | Vettura            |   |   |     |   |   |   |   |   |     |   |   |     |  |  |  |  | Punti | Pos. |
| ---- | ------------------- | ------------------ | - | - | --- | - | - | - | - | - | --- | - | - | --- |  |  |  |  | ----- | ---- |
| 2002 | Ford Motor Co. Ltd. | Ford Focus WRC '02 | 4 | 6 | Rit | 6 | 6 | 3 | 1 | 1 | Rit | 4 | 8 | Rit |  |  |  |  | 33    | 5º   |

| 2005 | Scuderia         | Vettura         |  |  |  |  |  |  |  |  |  |  |  |   |  |  |  |    | Punti | Pos. |
| ---- | ---------------- | --------------- |  |  |  |  |  |  |  |  |  |  |  | - |  |  |  | -- | ----- | ---- |
| 2005 | Škoda Motorsport | Škoda Fabia WRC |  |  |  |  |  |  |  |  |  |  |  | 7 |  |  |  | SQ | 2     | 25º  |

| 2006 | Scuderia      | Vettura           |  |  |  |  |  |  |  |  |  |  |  |  |     |  |  |  | Punti | Pos. |
| ---- | ------------- | ----------------- |  |  |  |  |  |  |  |  |  |  |  |  | --- |  |  |  | ----- | ---- |
| 2006 | Kronos Racing | Citroën Xsara WRC |  |  |  |  |  |  |  |  |  |  |  |  | Rit |  |  |  | 0     |      |

| Legenda | 1º posto | 2º posto | 3º posto | A punti | Senza punti | Ritirato | Squalificato | NP=Non partito C=Gara cancellata | Apice=Power stage |